# Leonid Abramowitsch Jusefowitsch

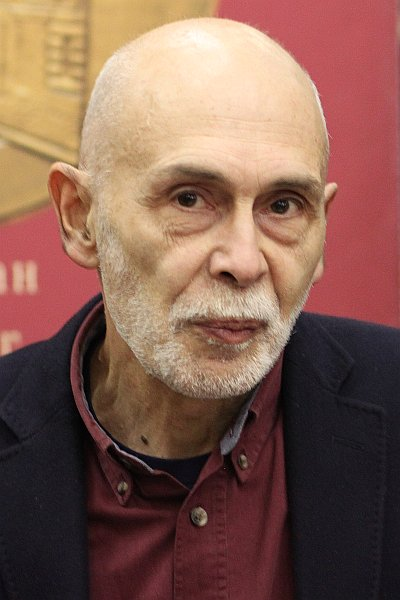
Leonid Jusefowitsch, 2010

Leonid Abramowitsch Jusefowitsch (russisch Леони́д Абра́мович Юзефо́вич; * 18. Dezember 1947 in Moskau) ist ein russischer Kriminalschriftsteller und Geschichtsprofessor.
Größere Bekanntheit erlangte er 1993 mit der Veröffentlichung einer Biografie über den Baron Roman von Ungern-Sternberg unter dem Titel The Sovereign of the Desert. International bekannt wurde Jusefowitsch 2001 mit einer Trilogie über den Chef der St. Petersburger Geheimpolizei Iwan Putilin. Der erste Band mit dem Titel Im Namen des Zaren wurde auch verfilmt. Mit dem Roman Kraniche und Zwerge gewann er 2009 den russischen Literaturpreis Bolschaja Kniga (Das große Buch).

## Werke
- Im Namen des Zaren ISBN 3-442-45538-3
- Das Medaillon ISBN 3-442-45593-6
- Der mongolische Fürst ISBN 3-442-45594-4